# 招聘網站
招聘網站是一个與就业有關的网站。许多公司在招聘網站上发布某一职位的工作要求，求職者根據招聘網站上的內容挑選自己心儀的職位，並通過網站向公司投遞簡歷。有些招聘網站還提供員工對雇主的評價以及职业規劃和求职建议等內容。